# Marienborg
Marienborg è un palazzo situato sulle sponde del lago Bagsværd a Kongens Lyngby, 15 chilometri a nord del centro di Copenaghen. È la residenza estiva ufficiale del primo ministro danese dal 1962.
L'edificio principale venne costruito intorno al 1745 e nel 1795 la proprietà prese il nome della moglie del proprietario dell'epoca, Marie Lindencrone. Alla morte dell'ultimo proprietario privato, C. L. David, Marienborg venne acquisita dallo Stato danese nel 1960.